# Muma Gee
Gift Iyumame Uwame, nom de scène Muma Gee, née Uwame, le 18 novembre 1978 à Port Harcourt au Nigeria, est une chanteuse et actrice du cinéma Nollywood. Elle est également compositrice, styliste, mannequin, femme d'affaires, personnalité de la télévision et femme politique. Sa notoriété a été acquise notamment par sa participation à l'émission de téléréalité Gulder Ultimate Search (en), en 2010.

## Biographie
Née en 1978 à Port Harcourt, dans l'État de Rivers, de parents Ekpeye, Uwame grandit dans un foyer chrétien strict, troisième d'une famille de six enfants. Son père, qui travaillait dans la médecine militaire, meurt alors qu'elle est encore enfant. Après la mort de son père, Uwame est élevée par sa mère dans l'Église adventiste du septième jour. Elle a toujours aimé la musique et a été formée par sa mère à chanter des chansons dès l'âge de 4 ans.
Après avoir terminé ses études primaires et secondaires à Abuja, Uwame s'inscrit à l'université de Port Harcourt et obtient un diplôme en arts du théâtre. Elle fait également partie de la scène musicale naissante de Port Harcourt, se produisant dans les boîtes de nuit et les bars du centre-ville.

### Carrière musicale
Muma Gee s'installe à Lagos, dans le quartier résidentiel et commercial de Surulere. Peu après, elle rencontre le producteur de disques Nelson Brown. Elle se révèle, grâce à sa chanson Kade, qui figure sur son premier album officiel, diffusé en 2006. Le clip de cette chanson est nommé à plusieurs reprises,.
En 2009, elle est nommée pour quatre prix lors des 3e Nigerian Music Video Awards.
Elle participe à l'émission de téléréalité nigériane Gulder Ultimate Search (en), en 2010. Avant de rentrer dans l'émission, elle travaille sur son deuxième album, The Woman in Question, qui sort le lendemain de son expulsion du jeu. Les singles Amebo et African Juice sont issus de cet album.
Début 2012, elle commence à travailler sur un nouvel album intitulé Motherland, et sort les singles Port Harcourt Is Back, African Woman Skilashy et Jikele.

### Cinéma
En tant qu'actrice, elle a joué dans les films de Nollywood Last Dance (2006), Solid Affection (2008), Secret Code (2011) et The Code (2011).

### Vie privée
La vie sociale de Muma Gee et ses relations présumées font l'objet d'une large couverture dans les médias et plus particulièrement sa relation avec Emeka Ike (en).
En 2011, elle épouse l'acteur Prince Eke (en) et donne naissance à des jumeaux, un garçon et une fille, le 18 avril 2014.

## Discographie
- 2006 : Kade
- 2010 : The Woman in Question
- 2012 : Motherland

## Filmographie
- 2006 : Last Dance 1
- 2006 : Last Dance 2
- 2006 : Last Dance 3
- 2008 : Solid Affection 1
- 2008 : Solid Affection 2
- 2011 : Secret Code
- 2011 : The Code 1
- 2011 : The Code 2